# Liste d'édifices religieux dédiés à Notre-Dame en Suisse romande
Cette page dresse une liste des édifices religieux dédiés à Notre-Dame qui se trouvent en Suisse romande, c'est-à-dire, les lieux de cultes placés, ou ayant été placés, sous le vocable de Notre-Dame. Ces édifices ont donc été dédiés à Marie, la mère de Jésus, ce que l'on peut appeler "mettre sous le patronage" d'un saint ou d'une sainte.

## Canton de Fribourg

### Édifices religieux catholiques

#### Basilique
- Basilique Notre-Dame[1] de Fribourg.

#### Églises[2]
- Église Notre-Dame-de-l'Assomption[3], à Attalens.
- Église collégiale Notre-Dame-de-l'Assomption[4], à Romont.

#### Chapelles
- Chapelle Notre-Dame de la Nativité[5], Chénens.
- Chapelle Notre-Dame-de-Lorette[6], à Fribourg.
- Chapelle Notre-Dame du Bourguillon[7], à Bourguillon sur la commune de Fribourg.
- Chapelle Notre-Dame du Niremont[8], sur la commune de Semsales.
- Chapelle Notre-Dame-des-Neiges[9], aux Paccots.
- Chapelle Notre-Dame-du-Sacré-Cœur du Scé[10], proche de Fruence et surplombant Châtel-Saint-Denis.

##### Oratoires
- Oratoire Notre-Dame de la Cierne[8], à proximité de Semsales.
- Oratoire Notre-Dames des Lanzes[11], sur la commune de Châtel-Saint-Denis.
- Oratoire Notre-Dame du Pra Mory[8], sur la commune de  Semsales.
- Oratoire Notre-Dame-des-Plaines[12], sur la commune de Semsales.

#### Maison de réflexion et spiritualité
- Notre-Dame-de-la-Route[13], à Villars-sur-Glâne.

## Canton de Genève

### Édifices religieux catholiques
- Basilique Notre-Dame[14], à Genève.

## Canton du Jura

### Édifices religieux catholiques
- - Notre-Dame de Lourdes à Bonembez (Haute-Sorne)[15]
  - Notre-Dame de Lourdes à Montenol (Clos du Doubs)
  - Notre-Dame de Lourdes à Pleujouse (La Baroche)
  - Notre-Dame de Lourdes à Soyhières
  - Chapelle Notre-Dame de Lourdes à Vellerat

## Canton de Neuchâtel

### Édifices religieux catholiques

#### Basilique
- Basilique Notre-Dame-de-l'Assomption[16], à Neuchâtel.

#### Églises
- Église Notre-Dame-de-l'Assomption[17], à Cernier.
- Église Notre-Dame-de-la Compassion[18], à Peseux.
- Église Notre-Dame-de-la-Paix[19], à La Chaux-de-Fonds.
- Église Notre-Dame-de-la-Route[20], à Bevaix.
- Église Notre-Dame-de-la-Visitation[21], à Le Cerneux-Péquignot.

#### Chapelles
- Chapelle Notre-Dame-de-Lorette[22] ??? ou chapelle Sainte-Anne[23] à Combes sur la commune du Landeron.
- Chapelle Notre-Dame-des-Vignes[20], à Gorgier.

## Canton du Valais: Valais central, Bas Valais et Chablais valaisan

### Édifices religieux catholiques

#### Basilique
- Basilique de Valère appelée Notre-Dame-de-Valère[24], à Sion.

#### Cathédrale
- Cathédrale Notre-Dame de Sion[25], appelée aussi Notre-Dame des Glarier, à Sion.

#### Églises[26]
- Église de la Nativité de Notre-Dame[27], à Vernayaz.
- Église Notre-Dame-Auxiliatrice[28], à Veysonnaz.
- Église Notre-Dame-de-la-Visitation[29], à Arbaz.
- Église Notre-Dame-de-la-Visitation[30], à Martigny.
- Église Notre-Dame-de-l'Immaculée-Conception[31], à Monthey.
- Église Notre-Dame de Lourdes[32] au Bouveret (Port-Valais).
- Église Notre-Dame-des-Champs[33], à Martigny.
- Église Notre-Dame-des-Marais[34], à Sierre.

#### Chapelles
- Chapelle Notre-Dame-Auxiliatrice de Guercet[35], à Martigny.
- Chapelle Notre-Dame-Auxiliatrice[36], œuvre et couvent de Saint-Augustin, Saint-Maurice.
- Chapelle Notre-Dame-de-Compassion de La Bâtiaz[33], à Martigny.
- Chapelle Notre-Dame-de-Compassion[37], à Grimentz vers Vissoie.
- Chapelle Notre-Dame-de-Compassion[38], à Vissoie.
- Chapelle Notre-Dame-de-Compassion[39], à Branson, commune de Fully.
- Chapelle Notre-Dame-de-la-Garde[40], à Evolène.
- Chapelle [Notre-Dame]-de-l'Annonciation[41], à Trontzec vers Zinal.
- Chapelle Notre-Dame-de-l'Annonciation dite chapelle du Pont[42], à Monthey.
- Chapelle Notre-Dame-de-la-Paix[43], à Chiboz, commune de Fully.
- Chapelle Notre-Dame-de-l'Assomption[44], aux Giettes, commune de Monthey.
- Chapelle Notre-Dame-de-l'Assomption[45], à Finhaut.
- Chapelle Notre-Dame-de-l'Assomption[46] de Fionnay, commune de Bagnes.
- Chapelles de la Providence dédiée à Notre-Dame-de-la-Médaille-Miraculeuse[47], commune de Bagnes.
- Chapelle et ermitage de Notre-Dame de Longeborgne[48], à proximité de Bramois.
- Chapelle de Notre-Dame-de-Lorette[49], dans les environs de Bourg-Saint-Pierre.
- Chapelle de Notre Dame-de-la-Sainte-Famille[50], à Saxonne, commune d'Ayent.
- Chapelle [Notre-Dame] de la Visitation[51], à proximité des Agettes.
- Chapelle [Notre-Dame] de la Visitation[52], à Illarsaz.
- Chapelle Notre-Dame-des-Ardents[53], à proximité de Vernays, commune de Bagnes.
- Chapelle Notre-Dame-des-Clés[54], Le Clou dans la paroisse de Finhaut.
- Chapelle Notre-Dame-des-Douleurs[41], à Briey, Vercorin vers Chalais.
- Chapelle Notre-Dame-des-Mayens[55], vers la Tsandra, commune de Conthey.
- Chapelle Notre-Dame-des-Mayens[56], Van d'en Haut, commune d'Evionnaz.
- Chapelle Notre-Dame-des-Neiges[57], La Guelaz-Emosson, paroisse de Finhaut.
- Chapelle Notre-Dame-des-Neiges[58], paroisse de Muraz.
- Chapelle Notre-Dame-des-Neiges[59], à Chemin-Dessus.
- Chapelle Notre-Dame-des-Neiges de l'alpage de Tracuit[60], dans la commune de Chalais.
- Chapelle Notre-Dame-des-Neiges[61], Chemin dans la commune de Vollèges.
- Chapelle Notre-Dame-des-Neiges[62], La Léchère, environs de Finhaut.
- Chapelle Notre-Dame-des-Neiges de Sorniot[63], commune de Fully.
- Chapelle Notre-Dame-des-Neiges de la Crettaz[64], à Martigny-Combe.
- Chapelle Notre-Dame-des-Neiges[65], à Mayoux.
- Chapelle Notre-Dame-des-Neiges[66] de Movoisin, commune de Bagnes.
- Chapelle Notre-Dame des Pontis[67], aux Pontis, paroisses du Val d'Anniviers.
- Chapelle Notre-Dame-des-Sept-Douleurs[68] du Bouillet, dans les environs de Vercorin.
- Chapelle Notre-Dame-des-Sept-Douleurs[69] de Chavalet, paroisse de Champéry.
- Chapelle Notre-Dame-des-Sept-Joies[70], à Collombey-le-Grand.
- Chapelle Notre-Dame-des-Sept-Joies[71] (anciennement Notre-Dame de Tout-Pouvoir), à Trétien, Salvan.
- Chapelle Notre-Dame-des-Roses[41], à Grimentz/Bendola.
- Chapelle Notre-Dame-Médiatrice-de-toute-Graces[72], La Crettaz à proximité de Martigny.
- Chapelle Notre-Dame-du-Bon-Conseil[73] de Lourtier, commune de Bagnes.
- Chapelle Notre-Dame-du-Bon-Conseil[51], aux Mayens de Sion, commune de Vex.
- Chapelle Notre-Dame-du-Rosaire[74], à Saint-Jean-d’En-Haut.
- Chapelle de Notre-Dame du Scex[75], à Saint-Maurice.

#### Oratoires
- Oratoire Notre-Dame de Valbord[76], commune de Bagnes.
- Oratoire Notre-Dame-de-Compassion[77], à Versegères, commune de Bagnes.
- Oratoire Notre-Dame-de-Toutes-Grâces[78], à Etiez, commune de Vollèges.
- Oratoire Notre-Dame-des-Neiges de Planeige[79], mayens d'Arbaz.
- Oratoire Notre-Dame-des-Monts[80], Foyer de Salvan.
- Oratoire [Notre-Dame] des Neyres[81], paroisse de Collombey-Muraz.
- Oratoire Notre-Dame-du-Reposoire[82], dans les environs de Verbier.
- Oratoire Notre-Dame-du-Prompt-Secours[82], à Versegères, Bagnes.

#### Maison épiscopale
- Notre-Dame-du-Silence[13], à Sion.

## Canton de Vaud

### Édifices religieux catholiques

#### Basilique
- Basilique Notre-Dame du Valentin[83], à Lausanne.

#### Églises[84]
- Église Notre-Dame-des-Vignes de Lavaux[85], à Cully.
- Église Notre-Dame[86], à Vevey.
- Église Notre-Dame-de la Consolation[87], à Aubonne.
- Église Notre-Dame de l'Assomption[88], à Villars-sur-Ollon.
- Église Notre-Dame-de l’Immaculée Conception, à Lucens.
- Église Notre-Dame-de-Grâce[89], à Orbe.
- Église Notre-Dame de Lourdes[90], à Roche.

#### Chapelles
- Chapelle de Notre-Dame-des-Neiges, aux Plans-sur-Bex.
- Chapelle Saint-Laurent[91], à Étagnières, qui porte aussi le nom de chapelle Notre-Dame des Sept Douleurs.

#### Édifices religieux protestants (connu sous le vocable de Notre-Dame jusqu'à la Réforme protestante en 1536)
- Abbatiale Notre-Dame[92], Payerne.
- Cathédrale Notre-Dame de Lausanne[93], Lausanne.
- Église réformée Notre-Dame d'Orbe[94], Orbe.
- Prieuré Notre-Dame de Bassins
- Église réformée Notre-Dame de Saint-Prex
- Église réformée Notre-Dame de Nyon
- Abbaye Notre-dame de Bonmont

## Abbayes, monastère et couvents de Suisse romande

### Canton de Fribourg
- Abbaye Notre-Dame d'Hauterive[95], Posieux.
- Abbaye Notre-Dame de la Maigrauge[96], Fribourg.
- Abbaye Notre-Dame de la Fille-Dieu[97], Romont.
- Monastère Notre-Dame de l'Assomption[98], à Estavayer-le-Lac.
- Monastère Notre-Dame de Fatima, Orsonnens.

### Canton de Genève

#### Édifice religieux catholique
- Basilique Notre-Dame[14], à Genève.

#### Édifice religieux désaffecté à la Réforme protestante
- Abbaye de Bellerive[99], à Collonge-Bellerive, désaffectée en 1535.

### Canton du Jura
- Carmel Notre-Dame de l'Unité[100], à Develier.

### Canton du Valais
- Monastère Notre-Dame de Saint-Joseph[101], à Collombey.
- Monastère Notre-Dame de Géronde, à Géronde près de Sierre.

### Canton de Vaud
- Abbaye Notre-Dame de Bommont[102], Chéserex (désaffectée après la réforme protestante de 1536).
- Abbaye Notre-Dame de Haut-Crêt[103], à Oron, (désaffectée après la réforme protestante de 1536).